# Емил Берлинер
Емил Берлинер (енгл. Emile Berliner; 20. мај 1851. – 3. август 1929) био је амерички проналазач јеврејског порекла рођен у Немачкој. Најпознатији је по томе што је изумео бочно исечену плочу са равним диском (на британском и америчком енглеском се назива „грамофонска плоча“) која се користи са грамофоном. Основао је Грамофонску компанију Сједињених Држава 1894; Грамофонску компанију у Лондону, Енглеска, 1897; Deutsche Grammophon у Хановеру, Немачка, 1898; и канадску компанију Берлинер Грам-о-фон у Монтреалу 1899. (заснована 1904. године). Берлинер је такође изумео оно што је вероватно био први радијални авионски мотор (1908), хеликоптер (1919) и акустичне плочице (током 1920-их).
Године 1870, Преселио се из Немачке у Сједињене Државе у Вашингтон али се враћао у Европу и предузимао ту трудећи се да уновчи своје проналаске у које се убрајају микрофон (1877) и грамофон (1895).

## Рани живот
Берлинер је рођен у Хановеру, Немачка, 1851. године у јеврејској трговачкој породици. Иако јеврејског порекла, његово религиозно убеђење ће се развити у агностицизам. Он је комплетирао шегртовање да би постао трговац, као што је била породична традиција. Док је његов прави хоби био проналазаштво, радио је као рачуновођа да би саставио крај с крајем. Да би избегао регрутацију за Француско-пруски рат, Берлинер је 1870. емигрирао у Сједињене Америчке Државе са пријатељем свог оца, у чијој је радњи радио у Вашингтону. Он се преселио се у Њујорк и, живећи од привремених послова, као што је разношење новина и прање флаша, ноћу је студирао физику на Институту Купер Јунион.

## Каријера
Након неког времена рада у ливрејској штали, он се заинтересовао за нову аудио технологију телефона и фонографа, и изумео побољшани телефонски предајник (један од првих типова микрофона). Патент је купила Белова телефонска компанија (погледајте Телефонске случајеве). У Америци су Томас Едисон и Берлинер водили дугу правну битку око права на патент. Дана 27. фебруара 1901, Апелациони суд Сједињених Држава прогласио је Берлинеров патент неважећим и доделио Едисону пуна права на проналазак, наводећи „Едисон је претходио Берлинеру у преношењу говора... Употреба угљеника у предајнику је, ван контроверзе, Едисонов изум“ и патент је проглашен неважећим. Берлинер се потом преселио у Бостон 1877. и радио за Бел телефон до 1883. године, када се вратио у Вашингтон и успоставио се као приватни истраживач. Емил Берлинер је постао држављанин Сједињених Држава 1881. Берлинер је такође изумео оно што је вероватно био први радијални авионски мотор (1908), хеликоптер (1919) и акустичне плочице (1920-их).
Године 1886, Берлинер је почео да експериментише са методама снимања и репродукције звука. Он је добио је свој први патент за оно што је назвао „грамофон” 1887. Патент описује снимање звука користећи хоризонталну модулацију стилуса док је пратио линију на ротирајућој цилиндричној површини пресвученој непрозирним материјалом као што је угљенично црно, који је накнадно фиксиран са лаком и користи се за фотогравирање одговарајућег жлеба на површини металног цилиндра за репродукцију. У пракси, Берлинер се одлучио за формат диска, што је учинило корак фотогравирања много лакшим и понудило могућност израде више копија једноставнијим процесом као што је електротипизација, обликовање или жигосање. Године 1888. Берлинер је користио директнији метод снимања, у коме је стајлус пратио линију кроз веома танак слој воска на цинковом диску, који је затим гравира киселином да би се линија голог метала претворила у жлеб који се може користити за репродуковање звука.
До 1890. се под Берлинеровом лиценцом у Немачкој производила грамофонска играчка и дискови од тврде гуме пречника пет инча (утиснуте реплике угравираних цинканих мастер дискова), али пошто се јоп увек чекало на кључне америчке патенте, продаја се одвијала само у Европи. Берлинер је намеравао да његов грамофон буде више од обичне играчке, и 1894. године убедио је групу бизнисмена да уложе 25.000 долара, са чиме је основао Грамофонску компанију Сједињених Држава. Он је почео је да продаје плоче од седам инча и већи грамофон, који је, међутим, још увек био на ручни погон као мања машина играчка.

## Смрт
Берлинер је 3. августа 1929. умро од срчаног удара у свом дому у хотелу Вардман Парк у Вашингтону, у 78. години. Он је сахрањен на гробљу Рок Крик у Вашингтону, где почивају и његова супруга и син Херберт Сајуел Берлинер.

## Публикације

### Књиге
- Conclusions, 1899, Levytype Corporation, Philadelphia
- The Milk Question and Mortality Among Children Here and in Germany: An Observation, 1904, The Society for Prevention of Sickness
- Some Neglected Essentials in the Fight against Consumption, 1907, The Society for Prevention of Sickness
- A Study Towards the Solution of Industrial Problems in the New Zionist Commonwealth, 1919, N. Peters
- Muddy Jim and other rhymes: 12 illustrated health jingles for children, 1919, Jim Publication Company.

### Патенти
Patent images in Tag Image File Format
- U.S. Patent 199.141 Telephone (induction coils), filed October 1877, issued January 1878
- U.S. Patent 222.652 Telephone (carbon diaphragm microphone), filed August 1879, issued December 1879
- U.S. Patent 224.573 Microphone (loose carbon rod), filed September 1879, issued February 1880
- U.S. Patent 225.790 Microphone (spring carbon rod), filed Nov 1879, issued March 1880
- UK Patent 15232 filed November 8, 1887
- U.S. Patent 372.786 Gramophone (horizontal recording), original filed May 1887, refiled September 1887, issued November 8, 1887
- U.S. Patent 382.790 Process of Producing Records of Sound (recorded on a thin wax coating over metal or glass surface, subsequently chemically etched), filed March 1888, issued May 1888
- U.S. Patent 463.569 Combined Telegraph and Telephone (microphone), filed June 1877, issued November 1891
- U.S. Patent 548.623 Sound Record and Method of Making Same (duplicate copies of flat, zinc disks by electroplating), filed March 1893, issued October 1895
- U.S. Patent 564.586 Gramophone (recorded on underside of flat, transparent disk), filed November 7, 1887, issued July 1896